# El Entreacto
El Entreacto: periódico semanal de teatros, literatura, modas y notícias va ser un periòdic teatral que va sortir a Reus l'any 1861.
El primer número és del 15 de setembre de 1861, i es repartia als entreactes de les representacions que es feien al Teatre de les Comèdies de Reus. El redactava quasi exclusivament l'alcalde de la ciutat Gregorio de Mijares, home cultivat i que coneixia bé la literatura i els espectacles teatrals. El periòdic parlava de la importància del teatre com a forma d'expressió, incorporava poemes sobre temes teatrals signats per un tal Fonts, potser el poeta Marià Fonts Fortuny, i també, com anunciava el subtítol, un article sobre moda femenina. El número 1 fa referència a les obres de renovació del Teatre de les Comèdies (a iniciativa de l'alcalde Gregorio de Mijares), tant a l'exterior, endreçant els accessos i la plaça del Teatre, com a l'interior, sobretot a l'escenari i als camerinos.
El Entreacto volia sortir quinzenalment. s'imprimia a la Impremta de Joan Muñoa i tenia com a editor responsable i secretari de redacció el també impressor Francesc Vidiella. La llengua era sempre la castellana, mesurava 32 cm. i tenia 4 pàgines. Sembla que en van sortir dos números. A la Biblioteca Central Xavier Amorós de Reus es conserva el número 1.
L'historiador i periodista reusenc Francesc Gras i Elies diu que és la segona publicació amb aquest nom, ja que cap al 1840 en va sortir una altra del mateix títol, redactada per Andreu de Bofarull i Pere Gras i Bellvé, i comenta que aquella va ser la primera revista teatral de l'estat espanyol. No es conserva cap exemplar d'aquesta primera publicació.